# Стјатико (Болоња)
Стјатико (итал. Stiatico) је насеље у Италији у округу Болоња, региону Емилија-Ромања.
Према процени из 2011. у насељу је живело 573 становника. Насеље се налази на надморској висини од 21 м.